# Ron Klemann
Ron Klemann (Eindhoven, 29 augustus 1980) is een Nederlands voormalig handballer. Hij kwam het grootste gedeelte van zijn spelerscarrière uit voor Bevo HC, waardoor hij ook de bijnaam Mr. Bevo heeft gekregen. Tevens was hij een international.

## Biografie
Klemann begon met handballen bij Rapiditas uit Weert. In 1997 maakte hij zijn debuut in het eerste van Bevo HC, dat toentertijd nog in de eerste divisie uitkwam. In het seizoen 1997-98 promoveerde Klemann met Bevo HC naar de eredvisie. Sindsdien was Bevo HC een stabiele factor in de eredivisie. In 2004 en 2009 greep hij met Bevo net naast de landstitel. En ook de bekerfinale werd liefst vijf keer verloren. Wel won Klemann twee keer de Super Cup (in 2004 en 2007). In totaal kwam Klemann ruim 15 jaar uit voor het eerste team van Bevo HC, waardoor heeft hij de bijnaam Mr. Bevo heeft gekregen.
Klemann maakte in februari 1999 zijn A-interland debuut tegen Tunesië. Als international speelde hij 76 interlands, waar hij 143 doelpunten wist te maken.
In 2014, na het behalen van het eerste landskampioenschap van Bevo HC, stopte Klemann hij met handballen op hoog niveau. Eerder in 2012 had hij gezegd ook te gaan stoppen, maar kwam weer bovenop een schouderblessure. Slechts enkele keren komt hij nog uit voor het eerste team van Bevo HC, meermaals kwam hij nog uit voor lagere seniorenteams van Bevo. Ook was hij na zijn actieve handbalcarrière als speler actief als jeugdcoach bij Bevo HC.